# 张建亚
张建亚（1951年—），笔名木江，福建莆田人，中国第五代导演、編劇、演員。代表作有电影《三毛从军记》、《绝境逢生》、《紧急迫降》，电视剧《贞观之治》等。他曾获得1995年和2000年中国电影华表奖优秀导演。

## 外部連結
- 豆瓣电影上《张建亚》的資料 （简体中文）